# R-29RM 쉬틸

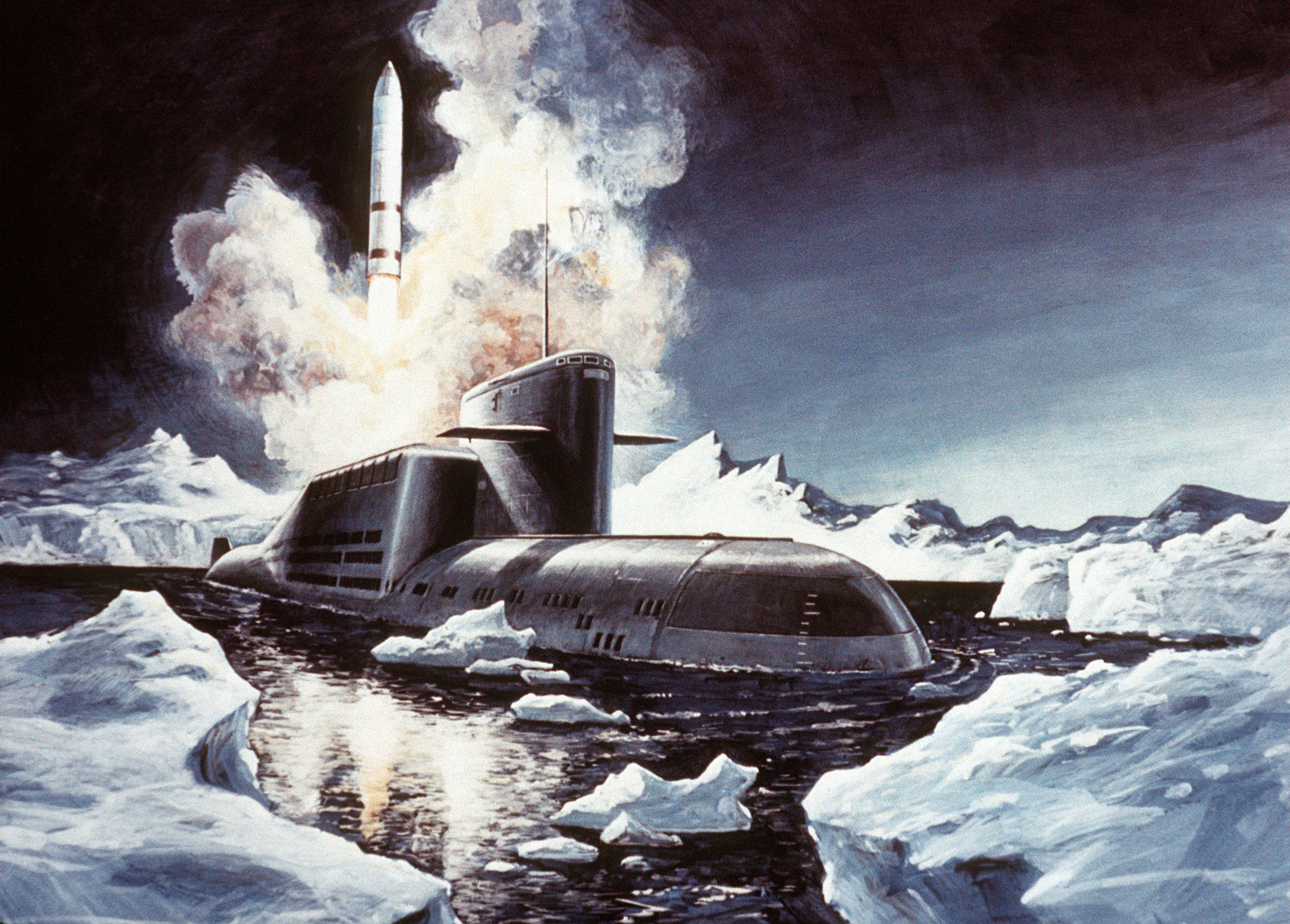

R-29RM 쉬틸(R-29RM Shtil)은 소련의 SLBM이다.

## 역사
1986년 2월에 실전배치되어 2010년까지 사용했다. 델타급 잠수함에 16발이 장착되었다. 탄두중량 2.8톤으로 100 kt 수소폭탄 10발을 탑재할 수 있다. 그러나 실제로는 200 kt 수소폭탄 4발을 탑재했다.

## R-29
소련은 R-29 시리즈를 많이 개발했다.
- R-29 비소타, 1974년
- R-29D, SS-N-8 소플라이 Mod 2, 32톤, 2단 액체연료
- R-29R, SS-N-18 스팅그레이 Mod 1, 35톤, 2단 액체연료, 사거리 6,500 km, 1978년
- R-29RK, SS-N-18 스팅그레이 Mod 2, 34톤, 2단 액체연료, 사거리 6,500 km
- R-29RL, SS-N-18 스팅그레이 Mod 3, 35톤, 2단 액체연료, 사거리 9,000 km
- R-29RM 쉬틸, 40톤, 3단 액체연료, 사거리 8,300 km, 1986년
- R-29RMU 시네바, SS-N-23 스키프 Mod 2, 40톤, 3단 액체연료, 사거리 11,547 km, 2007년
- R-29RMU2 라이네르, SS-N-23 스키프 Mod 3, 40톤, 3단 액체연료, 사거리 12,000 km, 2014년

## 같이 보기
- R-29 (미사일)
- R-29RMU
- R-29RMU2 라이네르
- RSM-56 불라바
- UGM-133 트라이던트 II
- M45 (미사일)
- M51 (미사일)
- JL-1
- JL-2
- R-39 리프